# Dig Dutra
Dig Dutra, nome artístico de Sílvia Camargo Dutra (Curitiba, 19 de dezembro de 1975), é uma pintora apresentador de televisão e atriz brasileira. Ficou conhecida como Maria da Abadia, noiva de Patrick (Rodrigo Fagundes), no humorístico Zorra Total, dona do bordão: Essa História Está Sem Sal Sem Sal.

## Carreira
Foi apresentadora do programa diário Play List, da Central Nacional de Televisão entre 1993 e 2007 e já atou, como atriz, em pelo menos 15 filmes brasileiros e 27 peças teatrais e diversas novelas brasileiras como Malhação, Paraíso Tropical, Belíssima, Pé na Jaca, Floribella.
Já estampou a capa das revistas, como a revista Mensch, revista Circuito e a revista Styllus.
Desde 2019, tornou-se pintora e suas primeiras obras já foram negociadas em galerias de arte.

## Trabalhos

### Trabalhos na TV
- 2017 - Malhação: Viva a Diferença - Kátia
- 2017 - A Força do Querer - Rochelle
- 2016 - A Lei do Amor -  Fonoaudióloga de Fausto
- 2008 a 2009 - Zorra Total - Maria da Abadia
- 2008 - Faça Sua História - Joseane
- 2008 - Malhação - Professora
- 2007 - Paraíso Tropical - Garota de programa
- 2007 - Sete Pecados
- 2007 - Sob Nova Direção - Secretária
- 2006 - A Diarista - Jade
- 2006 - Pé na Jaca - Brasileira
- 2006 - A Turma do Didi
- 2006 - Malhação - Leila
- 2005 - Floribella - Bruxa
- 2005 - A Grande Família
- 2005 - Belíssima - Rose
- 2005 - Alma Gêmea - reencarnação da Serena (Último Capítulo)
- 2004 - Começar de Novo - vereadora
- 2004 - Linha Direta Justiça - Gleide Maria Dutra (As Cartas de Chico Xavier)
- 2004 - Da Cor do Pecado - Neide
- 2003 - Zorra Total - vários personagens